# Stjepan Krasić
Stjepan Krasić (Čitluk, 6. listopada 1938.),  hrvatski je povjesničar. Predsjednik je Hrvatskoga povijesnog instituta u Rimu i glavni urednik časopisa Angelicum. Savjetnik je Kongregacije za proglašenje svetih u Vatikanu, a od 1997. dopisni član HAZU-a.

### Životopis
Stjepan Krasić rodio se 6. listopada 1938. u Čitluku. Otac mu je bio Ivan, majka Luca r. Pervan. Osnovnu je školu pohađao u rodnom mjestu, klasičnu gimnaziju u Bolu na Braču (1950. – 1957.). Odsluživši dvogodišnju vojnu obvezu (1958. – 1960.), studirao filozofiju na Visokoj Filozofsko-teološkoj školi Dominikanskog reda u Dubrovniku (1960. – 1962.), teologiju na Teološkom fakultetu Sveučilišta u Zagrebu (1963. – 1966.) postigavši magisterij iz teologije. Studij teologije nastavio 1966. – 1970. na Papinskom sveučilištu Sv. Tome Akvinskoga u Rimu (Pontificia Studiorum Universitas a S. Thoma Aquinate in Urbe) postigavši (1970.) doktorat povijesnom disertacijom o Dubrovačkoj dominikanskoj kongregaciji (1487-1550). Istovremeno je (1966-68) na Paleografsko-diplomatičkoj školi u Vatikanu diplomirao paleografiju, arhivistiku i diplomatiku. Studij povijesti pohađao je na Papinskom sveučilištu Gregoriani (Pontificia Universitas Gregoriana) u Rimu na kojoj je doktorirao (10. listopada 1985.) disertacijom o dubrovačkom učenjaku i diplomatu Stjepanu Gradiću (1613. – 1683.).
Krasić je (1973. – 2008.) predavao povijest i metodologiju znanstvenog rada na Papinskom sveučilištu sv. Tome Akvinskoga u Rimu. Profesorska karijera: 15. siječnja 1973. asistent, 28. travnja 1977. docent (professor habitualiter invitatus), 7. srpnja 1980. izvanredni profesor (professor extraordinarius) i 21. rujna 1983. redoviti profesor (professor ordinarius). Uz to je obavljao službu prefekta (glavnog ravnatelja) knjižnice istog sveučilišta (1973. – 1981.), predsjednika komisije za publikacije (28. veljače 1984.), člana komisije Teološkog fakulteta za znanstvena istraživanja (17. siječnja 2000.), glavnog urednika časopisa  Angelicum (1988. – 2001.), znanstvenog  suradnika (consultor) Kongregacije za proglašenje svetih (S. Congregatio pro Causis Sanctorum) u Vatikanu (1984. – 1994.), člana Povijesnog instituta Dominikanskog reda u Rimu (1999), predsjednika Hrvatskog Povijesnog instituta u Rimu, znanstvenog suradnika talijanske akademije Accademia Nazionale delle Scienze detta dei Quaranta (Brera – Milano) za izdavanje Opera omnia Ruđera J. Boškovića (2002.), bio je redoviti član Međunarodne akademije tehničkih znanosti (15. svibnja 2015.) i dr.
Pored navedene akademske djelatnosti u Rimu, bio je aktivan član udruge Comitato pro Croazia za pružanje humanitarne pomoći Hrvatskoj za vrijeme Domovinskog rata, zatim Hrvatsko-talijanske udruge za razvijanje hrvatsko-talijanskog prijateljstva i pružanje pomoći za vrijeme i nakon Domovinskog rata, bio je inicijator za obilježavanje grobova glasovitog hrvatskog liječnika Đure Baglivija u crkvi San Marcello u centralnoj Via del Corso  i filozofa Franja Petrića u crkvi Sant'Onofrio, bio je jedan od članova odbora za nabavu hrvatskog hodočasničkog doma Domus croata ili Dom bl. Ivana Merza za smještaj hrvatskih hodočasnika u Vječnom gradu i dr.
U domovini je član Hrvatskog PEN-cluba i od 1997. dopisni član Hrvatske akademije znanosti i umjetnosti u Zagrebu te redoviti član Međunarodne akademije tehničkih znanosti (15. svibnja. 2015.). Aktualni je profesor povijest na Međunarodnom sveučilištu Dubrovnik, gdje mu je 21. veljače 2011. dodijeljen naslov profesora emeritusa, a od 12. prosinca 2011. obnaša dužnost prorektora. Član je Izdavačkog savjeta časopisa Acta medico-historica Adriatica Medicinskog fakulteta Sveučilišta u Rijeci (od 2011). Ujedno, član je savjeta časopisa Suvremena pitanja (Mostar) od 2012., član je znanstvenog savjeta časopisa Mostariensia  - časopisa za društveno-humanističke znanosti Sveučilišta u Mostaru (2014). Za svoj je rad primio više prestižnih nagrada i priznanja među kojima i počasni doktorat Sveučilišta u Zadru. Matični broj znanstvenika je: 229414.
U istraživačkom radu S. K., proučava različite aspekte društvenih, kulturnih i religioznih gibanja hrvatske povijesti, objavivši s tih područja 20 knjiga i preko 200 znanstvenih rasprava i članaka različite dužine. Među njegovim radovima posebno se ističe Bibliotheca Ragisina dubrovačkog povjesničara i biografa Serafina M. Crijevića Cerve u 4 sveska (sv. I-III, Zagreb, JAZU, 1975 – 1980)  kao najznačajnije hrvatsko biografsko djelo do XIX. st., zatim velike monografije Stjepan Gradić (1613 - 1683), (Zagreb, JAZU, 1987) i Ivan Dominik Stratiko (1732-1799), (Split, Književni krug, 1991). S područja povijesti Dominikanskog reda objavio je: Dominikanci u srednjovjekovnoj Bosni (1966), Dominikanci: povijest Reda u hrvatskim krajevima (1997), Pet stoljeća dominikanske nazočnosti u Korčuli: 1498–1998 (1998) i dr. Slijedila je velika monografija o znamenitom dubrovačkom učenjaku i polihistoru Stjepanu Gradiću pod naslovom: Stjepan Gradić (1613-1683), život i djelo (Zagreb, JAZU, 1987) pisana na temelju bogate Gradićeve pismene ostavštine u Vatikanskoj knjižnici i Državnom arhivu u Dubrovniku. Slijedilo je i nekoliko knjiga o znamenitim hrvatskim učenjacima iz vremena renesansnog i baroknog razdoblja da bi se nakon toga posvetio proučavanju povijesti hrvatskog visokog školstva.
U svojoj monumentalnoj knjizi Generalno učilište Dominikanskog reda u Zadru ili ‘Universitas Jadertina’ 1396 – 1807 (Zadar, 1996) od točno 1000 stranica, Krasić je otkrio da je davne 1396. u Zadru bilo osnovano prvo hrvatsko sveučilište, koje je imalo dva fakulteta (filozofije i teologije) s privilegijem davanja najviših akademskih naslova bakalaureata i doktorata, što je od najveće znanstvene i kulturne važnosti za Hrvatsku koja se tako svrstala u red naprednih europskih zemalja koje su već u XIV. st. imale sveučilište. Krasić je time početke visokog školstva u Hrvatskoj pomaknuo u prošlost za gotovo 300 godina nego se dotada mislilo. Na temelju tog otkrića, Hrvatski je sabor, kao vrhovno zakonodavno tijelo u Republici Hrvatskoj, 2003. dotadašnjem Filozofskom fakultetu u Zadru dao naslov sveučilišta. To otkriće popratio je jedan osvrt u Slobodnoj Dalmaciji 17. listopada 1996. pod naslovom Velebni opus dr. Stjepana Krasića koji završava riječima: Otkriće je to, koje je zadužilo  cjelokupnu hrvatsku  znanost i kulturu, temeljno vrelo za proučavanje hrvatske duhovne povijesti, svojevrsna Biblija o visokom školstvu u Europi i Hrvatskoj, napisana na hrvatskom jeziku. S područja povijesti općeg školstva Krasić je objavio knjigu Nastanak i razvoj školstva od antike do srednjega vijeka, Zadar, Sveučilište u Zadru, 2012 i Prag i Zadar – dva europska sveučilišna središta u XIV. stoljeću (Sveučilište u Zadru, 2015).
Ništa manje značajan je Krasićev doprinos povijesti hrvatskog jezika. U svojim knjigama Pape i hrvatski književni jezik u XVII. stoljeću (Zagreb/Čitluk, Matica hrvatska, 2004) i Počelo je u Rimu. Katolička obnova i normiranje hrvatskog jezika u XVII. st. (Dubrovnik, Matica hrvatska, 2009) djelo je koje iznosi na vidjelo revolucionarne spoznaje o normiranju hrvatskog jezika već krajem XVI. i početkom XVII. st. Poslije protestantske vjerske revolucije koja se u svojoj promidžbi služila narodnim umjesto latinskim jezikom odijelivši od Crkve oko polovine sveukupnih katolika, osobito germanskog svijeta, Crkva je htjela ujediniti slavenske katolike i pravoslavce potraživši zamjenu za latinski koji bi bio najpogodniji da se na njemu za te narode objavljuju crkvene knjige. Na anketi koju su, po naredbi pape Klementa VIII. (1592-1605), po cijeloj Europi proveli jezikoslovci, većina ih se odlučila za hrvatski (lingua croatica) koji su nazvali majkom i korijenom (mater et radix) ostalih slavenskih jezika, kao najljepši i najslađi, najrašireniji i najrazumljiviji drugim slavenskim narodima. Budući da taj govor sve dotle nije bio normiran, hrvatski polihistor i jezikoslovac biskup Faust Vrančić (1551-1617) izradio je prvi hrvatski rječnik (Dictionarium quinque nobilissimarum Europae linguarum…, Venecija 1595), isusovac Bartol Kašić (1575-1650) izradio prvu gramatiku (Institutionum linguae Illyricae libri duo, Rim 1604), a dubrovački Rajmund Džamanjić (oko 1587-1647) prvi pravopis (Nauk za pisati dobro, Venecija 1639), a jedna komisija u Rimu izabrala je štokavski govor kao najrašireniji za književni jezik. Godine 1599., u Rimu je osnovana akademija ilirskog jezika na kojoj se prvi put u povijesti hrvatski počeo učiti i predavati na sveučilišnoj razini. Ohrabreni rezultatima postignutima na toj ustanovi, pape Grgur XV. (1621-1623) i Urban VIII. (1623-1644) dekretima su naredili da se hrvatski - uz latinski, grčki (klasični i govorni), hebrejski, kaldejski i arapski - najmanje dvije godine mora predavati i na svim crkvenim (sve)učilištima i javnim sveučilištima kojima su pape bili osnivači (Bologna, Padova, Beč, Ingolstadt, Köln, Louvain, Pariz, Toulouse, Valencia, Salamanca i Madrid). Time je hrvatski praktično bio izjednačen s biblijskim jezicima (hebrejskim, grčkim, kaldejskim) i jezicima svjetske kulture (latinskim, arapskim i grčkim). Na tako normiranom jeziku, trebale su biti objavljivane knjige za sve slavenske, katoličke i pravoslavne narode čime je jezik jednog razmjerno malog naroda uzdignut na čast sveslavenskog jezika. Na tom je jeziku samo u Rimu za hrvatske krajeve tiskano preko 100 knjiga različitog sadržaja koje su se upotrebljavale na cijelom nacionalnom području između Jadrana i Drave premošćujući dijalektalne razlike i jačajući nacionalnu svijest o kulturnom i političkom jedinstvu tih krajeva koji su u to vrijeme bili raskomadani na dva carstva (Habsburško i Osmansko) i dvije republike (Mletačku i Dubrovačku) više od dva stoljeća prije reforme Ljudevita Gaja u XIX. st.
Stjepan Krasić se također bavi prevođenjem s hrvatskoga na latinski: Epilogus u: R. Josip Ruđer Bošković, Theoria philosophiae naturalis. Priredio i pogovor napisao Vladimir Filipović (Biblioteka "Temelji", knjiga prva), Zagreb, Sveučilišna Naklada Liber, 1974. - "Epilogus" u: Frane Petrić, Nova de universis philosophia. Priredio i pogovor napisao V. Filipović, Zagreb, Sveučilišna Naklada Liber, 1979. U suradnji s Elisabeth von Erdmann-Pandžić i Zvonkom Pandžić priredio je na Sveučilištu u Bambergu reprint prvog izdanja prvog hrvatskog pravopisa pod naslovom: Nauk za pisati dobro latinskiema slovima rieci yezika slovinskoga koyiemse Dubrovcani, i sva Dalmatia kako vlasctitiem svoyiem yezikom sluzcij (Veneza: Appresso Marco Ginammi, 1639) kojim se kasnije poslužio Ljudevit Gaj, učinivši ga pristupačnim međunarodnoj slavističkoj javnosti.
Sudionik je mnogih domaćih i inozemnih znanstvenih skupova i inicijator za obilježavanje grobova znamenitih Hrvata koji su djelovali u Italiji dvojezičnim spomen-pločama (na hrvatskom i talijanskom). U sklopu te akcije pod pokroviteljstvom Hrvatske akademije znanosti i umjetnosti u Zagrebu obilježeni su grobovi znamenitih ljudi hrvatskog podrijetla: filozofa Franje Petrića (1529-1597) i 27. svibnja 1995. glasovitog liječnika Đure Baglivija (1668-1707) u Rimu, čime su prvi put u povijesti na jednome javnom spomeniku bile uklesane riječi na hrvatskom jeziku. Bio je vrlo aktivan član hrvatske zajednice u Rimu i pokretač brojnih pothvata i akcija: jedan je od inicijatora za nabavu zgrade doma hrvatskih hodočasnika u Rimu, poznatog pod imenom Domus croata, koji postoji već 30-ak godina ugošćujući hrvatske hodočasnike iz cijeloga svijeta i član njezine uprave; suosnivač udruge Comitato pro Croazia, kasnije prozvanog  (Associazione italo-croata) koji i danas postoji, osnovanog na početku domovinskog rata za pružanje pomoći hrvatskim izbjeglicama, prikupljanje humanitarne pomoći, zastupanje i promicanje hrvatske stvari i dr.    

### Nagrade i priznanja
1. Godišnja nagrada "Slobodne Dalmacije" za g. 1992;
2. Zlatna medalja Filozofskog fakultata u Zadru (17. listopada 1996).
3.  Nagrada grada Zadra za životno djelo (23. studenoga 1996).
4. Priznanje “per una vita di testimonianza della coscienza nazionale croata / Za životno svjedočenje hrvatske nacionalne svijesti. Hrvatsko-Talijanska Udruga / Associazione Italo-Croata, Rim, 30. svibnja 1997.
5. Nagrada Hrvatskog kulturnog društva "Napredak", Matice Hrvatske i Filozofskog fakulteta u Zadru (Zadar, 21. srpnja 1998).
6. Red Danice Hrvatske s likom Ruđera Boškovića koje dodjeljuje predsjednik RH     za izuzetne rezultate  za istraživanje povijesti Hrvata ("Narodne novine" br. 81 od l0. lipnja 1998, str. 1843).
7.  Počasni doktorat Sveučilišta u Zadru ( 7. travnja 2005)  “za izuzetne doprinose na području hmanističkih znanosti, polju povijesti, u proučavanju novije hrvatske povijesti, osobito visokog školstva u Hrvatskoj, posebice u Zadru”.
8.  Nagradu za životno djelo Dubrovačko-neretvanske županije („Službeni glsnik  Dubrovačko-neretvanske županije” Klasa : 06-01/09-01/01; URBROJ: 2117/1-04-09-03, Dubrovnik, 31. ožujak 2009; „Dubrovački vjesnik” od 15.05.2009, str. 16);
9. Srebrna medalja „Višegradski ugovor. Dubrovnik u sklopu hrvatskih zemalja 1358. Iubilaeum 2008. Sjećanje na Iliju de Saraka” Društva prijatelja dubrovačke starine (13. svibnja 2009), „u znak zahvalnosti za doprinos u istraživanju dubrovačke povijesti”.
10. Nagrada Ivan Kukuljević Sakcinski za najbolje djelo što ga objavi ogranak Matice hrvatske (Zagreb, 29. lipnja 2010).
11. U povodu 10. obljetnice Sveučilišta u Zadru, 26. ožujka 2012:  Plaketa „u znak priznanja za osobit doprinos obnovi i razvitku Sveučilišta u Zadru”.
12. Medalja počasnog doktora Sveučilišta u Zadru u povodu 10. obljetnice Sveučilišta u Zadru, 26. ožujka 2012.   
13. Gold medal of Danube Adria Assotiation  for Automation and Manufacturing  International (World Symposiums on Intelligent Manufacturing and Automation) to express appreciation for the excellent cooperation, creative  organization and support of the Danube Adria AAAM International activities and significant contribution in engineering, excellence in science, International  Academic and Scientific Cooperation within the Framework of the Danube Adria Association for Automation and Manufacturing DAAAM International Vienna. Zadar, Croatia on 26th October 2012. Given in name of World-Wide DAAAM International Community by the President of DAAAM International Univ. Prof. Dipl. Ing. Dr. Mult. H. C. Branklo Katalinić. 
14. Dana 15. studenoga 2912. Zahvalnica Društva prijatelja dubrovačke starine u povodu 60. obljetnice ustanovljenja.
15. Dana 12. listopada 2013. Srebrna plaketa zahvalnosti za doprinos povijesti rasvjetljavanja uloge Stjepana Gradića u povodu 400. obljetnice njegova rođenja i 300. obljetnice dovršernja gradnje dubrovačke katedrale.
16. Godišnja nagrada 2014. Hrvatskog muzejskog društva za izdavačko-izložbeni projekt  za 2013. godinu za  katalog izložbe “Stjepan Gradić - otac domovine”.